# Вона з мітлою, він в чорному капелюсі
«Вона з мітлою, він в чорному капелюсі» (рос. «Она с метлой, он в чёрной шляпе») — радянський музичний фільм 1987 року режисера Віталія Макарова.

## Сюжет
Невдаха письменник-казкар Афанасій Зяблик не може написати жодної цілої казки. Все, на що його вистачає, — придумати їм одні лише назви. Через вітер листи з назвами казок розлітаються, і сторінка з назвою «Куплю чарівну лампу» опиняється в справжній казці в руках у дочки Баби Яги. Взявши з собою ту саму чарівну лампу, якою дуже хотів заволодіти син Чахлика Невмирущого, дочка Баби Яги опиняється в сучасному будинку, де живе в квартирі Зяблик, і закохується в їх сусіда — молодого лікаря Олексія.

## У ролях
- Марія Селянська —  дочка Баби Яги
- Олександр Фріш —  молодий Чахлик
- Михайло Свєтін —  Афанасій Зяблик, письменник-казкар
- Ніна Русланова —  Василиса, дружина письменника-казкаря
- Андрій Соколов —  Олексій Орлов, молодий лікар
- Михайло Кононов —  чарівник
- Олексій Островський —  Юра, брат Олексія Орлова
- Володимир Пресняков —  Ігор
- Євген Євстигнєєв —  Ворон  (озвучування)

## Знімальна група
- Автор сценарію: Ніна Фоміна
- Режисер-постановник: Віталій Макаров
- Оператор-постановник: Сергій Журбицький
- Художник-постановник: Анатолій Анфілов
- Композитор: Олександр Зацепін